# Piroluzit
Piroluzitul este un mineral din grupa oxizilor, fiind din punct de vedere chimic dioxid de mangan (MnO2). Reprezintă cel mai important minereu de mangan. Numele său provine din limba greacă, prin combinarea cuvintelor pentru "foc" și "a spăla", pentru că era folosit pentru eliminarea din sticlă a nuanțelor de verde sau de maro date de prezența fierului.

## Caracteristici principale
Este un mineral moale, închis la culoare, cu aspect amorf, deseori prezentând o structură granulară, fibroasă sau columnară, uneori formând cruste reniforme la suprafața unor roci. Pentru varietatea cu cristalite prismatice închise la culoare, mai rar întâlnită, se folosea termenul de polianit. Are un luciu metalic, urma neagră, iar greutatea specifică obișnuită este.în jur de 4,8. Duritatea sa crește atunci când este încălzit.

## Răspândire
Piroluzitul se găsește deseori în amestec cu alte minerale manganoase în mase pământoase, granulare, denumite în engleză "wad". El apare ca masă sedimentară, și ca urmare se întâlnește în depozite lacustre, palustre sau de mare puțin adâncă. De asemenea, piroluzitul se formează și în zonele de oxidare ale altor minereuri de mangan. 
Zăcăminte mai importante de piroluzit se găsesc în Georgia, Ucraina, India, Brazilia și Africa de Sud.

## Aplicații
Piroluzitul și rodocrozitul sunt cele mai răspândite minereuri de mangan. Metalul se obține prin reducerea oxidului cu sodiu, magneziu sau aluminiu, sau prin electroliză. Piroluzitul este utilizat la obținerea fontei cenușii oglindă  (spiegeleisen), a feromanganului și a diverse aliaje, ca de exemplu bronzul cu mangan. Ca oxidant se folosește la obținerea clorului și a permanganatului de potasiu (folosit ca dezinfectant) și pentru decolorarea sticlei. În combinație cu sticla topită, el oxidează fierul și elimină nuanțele verzi și maronii din aceasta. Ca pigment, el se folosește la vopsirea sticlei, ceramicii și cărămizilor în nuanțe de violet, ocru și negru și pentru prepararea de vopsele verzi și violete.